# Дхундхар
Дхундхар (хинди धूंधार) — раджпутское княжество (раджанат) на северо-западе Индии, существовавшее на территории нынешнего штата Раджастхан с XI века по 1949 год. Ядром княжества была область Дхундхар на территории нынешнего округа Джайпур. После основания в 1727 году махараджей Савай Джай Сингхом II новой столицы княжества, города Джайпур, княжество Дхундхар стали чаще именовать княжеством Джайпур. В 1949 году княжество было включено в состав штата Большой Раджастхан.

## История княжества
Княжество с самого своего появления в X—XI веке управлялось раджпутским кланом Каччава. 
В начале XVI века столицей княжества стал город Амбер, главная крепость которого была построена ещё в XII веке.
При радже Бхармале (Бихар Мале) (1548—1574) Дхундхар достиг настоящего расцвета. В 1562 году Бхармал отдал свою дочь в жёны падишаху Индии Акбару (она получила имя Мариам уз-Замани и стала матерью падишаха Джахангира). Брат Мариам уз-Замани раджа Бхагвант Дас (1574—1589) стал одним из самых могущественных вельмож Акбара. Следующий раджа Дхундхара Ман Сингх I (1589—1614), возглавлял могольскую армию и одержал множество побед, в том числе и над раджпутами. Он был назначен губернатором всех восточно-индийских провинций и получил от Акбара титул Мирза Раджа (то есть был приравнен к могольскому принцу крови). Блестящую карьеру при могольском дворе сделал Раджа Джай Сингх I (1622—1667), высокообразованный, знавший четыре языка аристократ, служивший с 16-и лет у Джахангира, Шах-Джахана и особенно у Аурангзеба, которому он помог победить брата-соперника — Дара Шукоха, и расправиться с Шиваджи. Правда, перед тем, у падишаха Джахангира он на некоторое время впал в немилость из-за того, что построил в Амбере роскошные дворцы Джай Мандир и Сукх Нивас, ничем не уступавшие могольским постройкам в Агре и Фатехпур Сикри. Зато Шах-Джахан, восхищавшийся раджпутами, поручил ему управление всеми территориями Деккана.

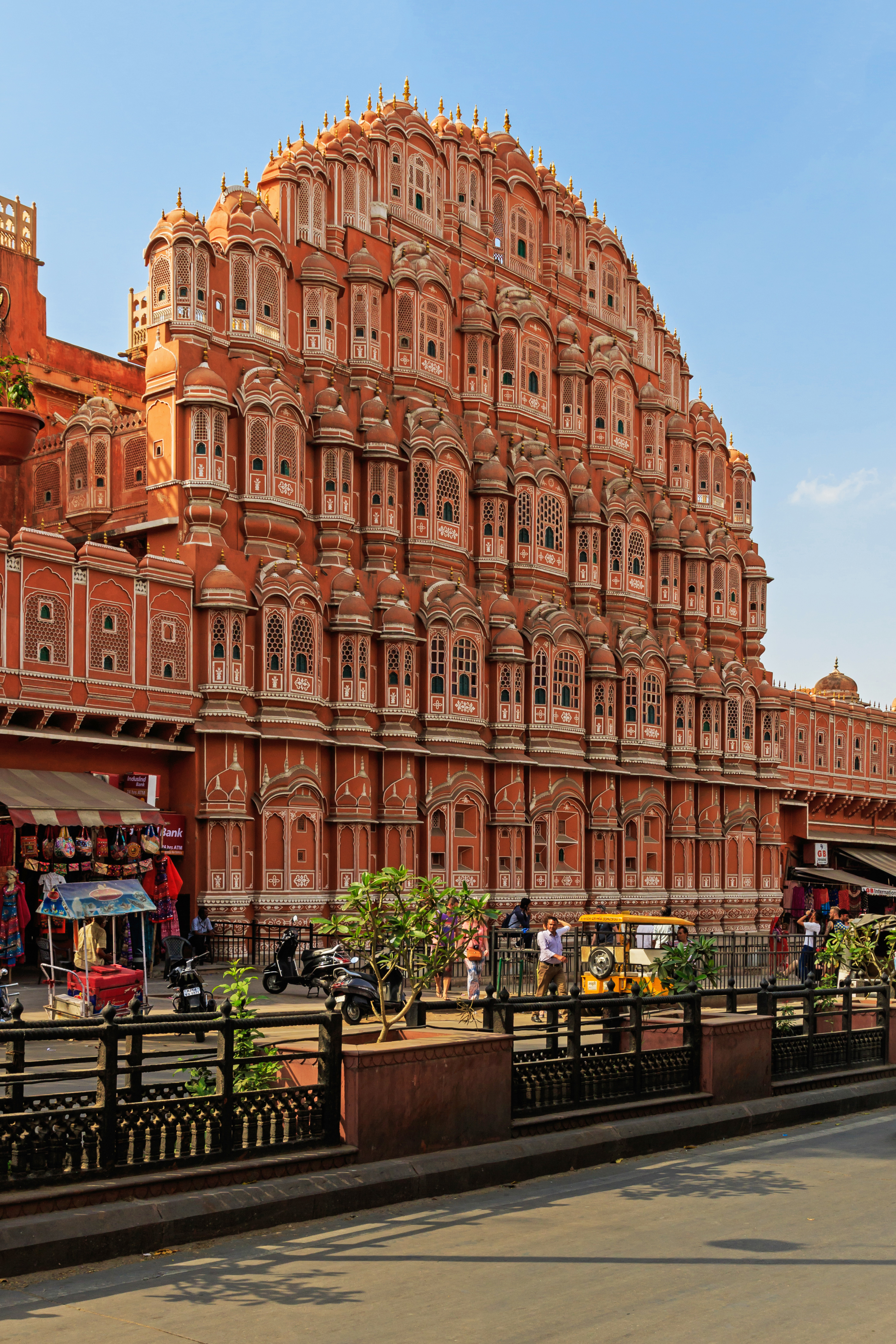
Хава-Махал («Дворец ветров») — дворец махараджей Дхундхара в Джайпуре.

Крупным государственным деятелем был Савай Джай Сингх II (1700—1743), служивший у падишаха Аурангзеба, от которого получил прозвище «Саваи» — «один с четвертью», так как падишах Аурангзеб предрекал, что он на четверть превосходит своих предшественников; после этого все его наследники стали прибавлять почётный титул «Саваи» к своему имени. Он создал план нового города в соответствии с правилами регулярной застройки, и за 8 лет с помощью бенгальского архитектора Видьяхара Чакраварти построил его и сделал своей столицей. Этим городом стал названный в его честь Джайпур. Впоследствии так стали называть всё княжество. Саваи Джай Сингх, кроме того, построил обсерваторию и прославился как выдающийся индийский астроном. Будучи умным и умелым политиком, он успешно сохранял своё княжество независимым в трудные времена упадка и распада империи моголов. В 20-х годах XVIII века годах Савай Джай Сингх II руководил подавлением антимогольского восстания джатов под предводительством Чураманы. Ему удалось перетянуть на свою сторону несколько джатских предводителей, в том числе брата Чураманы Бадан Сингха. Это дало Джай Сингху возможность взять важную крепость джатов Тун. В результате давления со стороны войск Джай Сингха II Чурамана покончил с собой.
С 1818 года княжество Джайпур стало британским протекторатом и даже во время восстания сипаев (1857 год) пользовалось большими привилегиями, сохраняя верность Великобритании.

## Раджи Дхундхара
- 1548—1574 — Бхармал
- 1574—1589 — Бхагвант Дас
- 1589—1614 — Ман Сингх I
- 1614—1621 — Бхао Сингх
- 1621—1667 — Джай Сингх I
- 1667—1688 — Рам Сингх
- 1688—1699 — Бишан Сингх

## Махараджи Дхундхара (Джайпура)
2 июня 1723 года могольский падишах Мухаммад Шах даровал Джай Сингху II титулы Радж Раджешвар, Шри Раджадхирадж и Махараджа Савай.
- 1700—1743 — Савай Джай Сингх II
- 1743—1750 — Савай Ишвари Сингх
- 1750—1768 — Савай Мадхо Сингх I
- 1768—1778 — Савай Притхви Сингх II
- 1778—1803 — Савай Пратап Сингх
- 1803—1818 — Савай Джагат Сингх
- 1818—1819 — Савай Мохан Сингх
- 1819—1835 — Савай Джай Сингх III
- 1835—1880 — Савай Рам Сингх II
- 1880—1922 — Савай Мадхо Сингх II
- 1922—1949 — Савай Ман Сингх II